# Tony Skyrme
Tony Hilton Royle Skyrme (Lewisham, 5 dicembre 1922 – Birmingham, 25 giugno 1987) è stato un fisico britannico.
Per prima cosa propose di modellare l'interazione efficace tra nucleoni nei nuclei mediante un potenziale a raggio zero, un'idea ancora ampiamente utilizzata oggi nella struttura nucleare e nell'equazione di stato per le stelle di neutroni. Tuttavia, è meglio conosciuto per aver formulato il primo solitone topologico per modellare una particella, lo skyrmione. Alcuni dei suoi lavori più importanti si trovano in articoli selezionati. Skyrme è stata insignito della medaglia Hughes dalla Royal Society nel 1985.

## Biografia
Tony Skyrme è nato a Lewisham, Londra, figlio di un impiegato di banca. Ha frequentato una boarding school a Lewisham e poi ha vinto una borsa di studio per la scuola pubblica di Eton. Eccelleva in matematica e vinse numerosi premi in materia presso la scuola, tra cui il Tomline Prize nel 1939 e il Russell Prize nel 1940. Passò al Trinity College di Cambridge, dove eccelleva ancora una volta, superò la prima parte dei mathematical tripos come wrangler nel 1942 e la terza parte nel 1943 con una laurea di primo livello. Mentre era lì era presidente della società matematica The Archimedeans.
Con la seconda guerra mondiale al culmine dopo che si laureò, fu arruolato nel lavoro bellico come matematico sotto Rudolf Peierls che era a capo di un gruppo al lavoro sugli aspetti teorici dell'energia atomica, in particolare applicata alle armi atomiche. Alla fine del 1943 Peierls e molti altri scienziati britannici che lavoravano sull'atomo furono trasferiti negli Stati Uniti per assistere al progetto Manhattan per costruire un'arma nucleare. Skyrme seguì successivamente nel 1944, e si occupò di problemi riguardanti l'impianto di diffusione per la separazione degli isotopi. Ha anche usato i tabulatori di schede perforate IBM per calcolare le implosioni necessarie per far esplodere una bomba al plutonio. Il suo lavoro in tempo di guerra gli è valso una fellowship a Oxford. Ma seguì Peierls all'Università di Birmingham dove divenne ricercatore. Gli anni accademici 1948-49 e 1949-50 furono trascorsi rispettivamente al Massachusetts Institute of Technology e all'Institute for Advanced Study di Princeton. Nel 1949 sposò Dorothy Mildred, docente di fisica nucleare sperimentale che incontrò all'Università di Birmingham. Il loro matrimonio non ha portato figli.
Tornato in Gran Bretagna, sia lui che Dorothy ottennero incarichi presso l'Atomic Energy Research Establishment di Harwell dal 1950 al 1962. Dal 1954 fu a capo del gruppo di fisica nucleare teorica, in cui tra gli altri lavorava John Bell. Qui ha dato due contributi pionieristici alla fisica nucleare. Uno era mostrare come gestire le forze a corto raggio in un problema dei tre corpi. L'altro era una potente approssimazione alle forze nucleari, in seguito ampiamente utilizzata come "modello Skyrme".
Nel 1962 propose una trattazione matematica delle particelle fondamentali, in cui particelle come neutroni e protoni, che obbediscono al principio di esclusione di Pauli, appaiono come manifestazioni di campi come quello dei mesoni. Queste entità sarebbero poi diventate note nel 1982 come skyrmioni. Per questo lavoro Skyrme è stato insignito della medaglia Hughes della Royal Society nel 1985, ma non ha mai ricevuto il pieno riconoscimento di una borsa di studio lì.
Nel 1958/59 aveva viaggiato con la moglie come turista in un anno di circumnavigazione via terra del globo in auto e land rover. Si innamorarono dei lussureggianti giardini tropicali della Malaysia e decisero di stabilirsi lì. Nel 1962 lasciarono Harwell e Skyrme assunse un incarico presso l'Università della Malesia a Kuala Lumpur. Trovò che questo comportava pesanti impegni di insegnamento ed era poco stimolante per il suo lavoro di ricerca e nel 1964 era tornato in Gran Bretagna per un posto come professore di fisica matematica all'Università di Birmingham, dove rimase per il resto della sua carriera.
I suoi hobby erano l'elettronica di consumo (ha costruito il suo ricevitore televisivo e hi-fi negli anni '50) e il giardinaggio, dove lui e Dorothy hanno fatto un primo tentativo di autosufficienza.
Skyrme morì il 25 giugno 1987 a Birmingham, presso il Selly Oak Hospital, per un'embolia dopo un intervento di routine.